# Cour constitutionnelle de Croatie
Pour les autres articles nationaux ou selon les autres juridictions, voir Cour constitutionnelle.
La Cour constitutionnelle de la république de Croatie (croate : Ustavni sud Republike Hrvatske) est la juridiction chargée de garder et d'interpréter la Constitution croate et qui contrôle la conformité des lois avec la Constitution ainsi que la protection des droits de l'homme et des libertés des citoyens garantis par cette dernière. Elle est considérée de facto comme la plus haute autorité judiciaire car elle peut annuler les décisions de la Cour suprême et de la Haute Cour administrative sur la base de violations constitutionnelles. Elle n'est pas considérée comme faisant partie du pouvoir judiciaire, mais plutôt comme une juridiction sui generis, et elle est donc souvent appelé familièrement une « quatrième branche du gouvernement », aux côtés du modèle traditionnel de séparation tripartite des pouvoirs au sein de l'exécutif (Gouvernement et président de la République), législative (Parlement) et judiciaire (Cour suprême et Haute Cour administrative),.

## Histoire
La Constitution fédérale de la république fédérative socialiste de Yougoslavie, et les Constitutions des entités fédérées comme la république socialiste de Croatie, ont inaugurées la création de juridictions constitutionnelles. La Cour constitutionnelle croate se chargeait donc du contrôle de la conformité des lois croates et d'autres actes règlementaires croates, tandis que la Cour constitutionnelle fédérale vérifiait la conformité des lois fédérales de la Yougoslavie à la Constitution yougoslave de 1963, puis à celle de 1974. Les prérogatives de la Cour croate restèrent grossièrement inchangées avec la Constitution fédérale yougoslave de 1974.
Les premières élections législatives pluralistes se tinrent le 22 et 23 avril 1990, alors que la Croatie est toujours une entité fédérées de la Yougoslavie. Le nouveau parlement, assemblée le 30 mai, déclara lors d'une séance de ses trois chambres conjointes le 29 juin que la Constitution croate devait être réviser pour y supprimer toute référence à une idéologie unique, et associer les principes de l'organisation démocratiques, républicaine et pluraliste de l'État croate. Le 25 juillet le Parlement adopte de nombreux amendements à la Constitution, en retirant notamment la mention « socialiste » du nom de la République, du Parlement et de la Cour constitutionnelle. Le 22 décembre, une nouvelle Constitution est adoptée. À la suite du référendum du 22 mai 1991, la Croatie proclame son indépendance de la Yougoslavie le 25 juin. Le 5 décembre 1991 le Parlement élit 9 des 11 juges de la Cour constitutionnelle, qui prêtèrent serment le 7. Le Constitution de 1990 prévoyait qu'une loi viendrait préciser différends aspects de l'élection et du statuts des juges constitutionnelle. Cette loi, adoptée en 1991, puis modifiée en 1999 et 2002, revêt la même valeur juridique que la Constitution, ce qui indique l'importance accordée à la place de la Cour constitutionnelle dans l'organisation institutionnelle de la Croatie. La révision constitutionnelle de 2000 étendit considérablement le compétence de la Cour, et porta le nombre de juges de 11 à 13. La révision constitutionnelle de 2013 releva la majorité nécessaire à l'élection des juges de la majorité absolue du total des membres du Parlement au deux tiers.

## Compétence
Conformément aux articles 126 à 132 de la Constitution croate, la Cour constitutionnelle:
- statuer sur la conformité des lois à la Constitution ;
- statuer de la conformité des autres réglementations avec la Constitution et les lois ;
- statuer sur la constitutionnalité des lois ainsi que sur la constitutionnalité et la légalité des autres règlements qui ne sont plus en vigueur, à condition que moins d'un an se soit écoulé depuis le moment de cette sortie de vigueur jusqu'au dépôt d'une demande ou d'une proposition d'action procédurale ;
- statuer sur les recours constitutionnels contre des décisions individuelles prises par des administrations gouvernementales, des organes autonomes locaux et régionaux et des personnes morales investies de l'autorité publique lorsque ces décisions violent les droits de l'homme et les libertés fondamentales, ainsi que le droit à l'autonomie locale et régionale garanti par la Constitution de la république de Croatie ;
- surveiller le respect de la Constitution et des lois et faire rapport au Parlement croate sur les violations détectées de celles-ci ;
- trancher les conflits de compétence entre les pouvoirs législatif, exécutif et judiciaire ;
- statuer, conformément à la Constitution, de destitution du président de la République ;
- contrôler la conformité des programmes et des activités des partis politiques avec la Constitution et, dans le respect de cette dernière, interdire les partis qui ne s'y conforment pas ;
- contrôler si les élections et les référendums se déroulent conformément à la Constitution et aux lois et résoudre les litiges électoraux qui ne relèvent pas de la compétence des juridictions ordinaires ;
- informer le gouvernement du manquement d'un organe chargé de prendre une réglementation nécessaire à l'application de la Constitution, d'une loi ou d'une autre réglementation, et d'informer le Parlement des manquements du gouvernement lorsqu'il a été chargé de prendre une telle réglementation.

La Cour dispose du pouvoir d'abroger une loi ou d'annuler tout autre règlement inconstitutionnelle ou illégal. Elle exerce également d'autres fonctions spécifiées par la Constitution.

## Jurisprudence récente

### Liberté de réunion
La loi complétant et modifiant la loi sur les rassemblements publics disposait qu'aucun rassemblement public ne pouvait avoir lieu à moins de 100 mètres des bâtiments dans lesquels se trouvaient ou siègaient le Parlement croate, le président de la République, le gouvernement croate ou la Cour constitutionnelle (le Parlement, le gouvernement et la Cour sont tous situés sur la place Saint-Marc) Le 6 juillet 2011, la Cour constitutionnelle a jugé que cette loi, qui restreint une liberté constitutionnelle - la liberté de réunion –, n'avait pas été adoptée par la majorité nécessaire pour passer outre à la Constitution à ce sujet. La Cour a choisie de différer l'abrogation de la loi à une date ultérieure et a également précisé au Parlement le nombre nécessaire de représentants qui doivent confirmer la loi pour la rendre constitutionnelle.

### Référendum de 2013 et unions entre les personnes du même sexe
Le 14 novembre 2013, la Cour constitutionnelle, statuant à l'unanimité de ses 13 membres, a déclaré à la Commission électorale d'État, qu'il n'y avait aucun obstacle constitutionnel à la tenue d'un référendum de 2013 sur la définition du mariage comme une union entre un homme et une femme, soulignant en même temps que le référendum a révélé de nombreux problèmes dans la loi relative au référendum et a ouvert un certain nombre de questions juridiques qui nécessitaient des réponses. Néanmoins, la Cour a souligné que la décision sur le référendum avait été adoptée à la majorité qualifiée de 104 députés et que, comme elle avait été prise avec plus de voix que la majorité nécessaire pour modifier la Constitution elle-même, le référendum devait avoir lieu. En outre, la Cour a demandé au Parlement de « fournir dès que possible un cadre réglementaire stable pour le processus référendaire qui répond aux normes d'une société démocratique ». La Cour a également décidé que « tout amendement à la Constitution qui définirait le mariage comme étant l'union entre un homme et une femme ne devrait avoir aucun effet sur le développement ultérieur du cadre juridique de l'institution des unions entre personnes du même sexe conformément à l'exigence constitutionnelle selon laquelle toute personne en Croatie a le droit d'être respectée et le droit à la protection juridique de sa vie privée et familiale et de sa dignité humaine". La Cour a souligné qu'elle n'avait jamais été saisi d'une question portant sur la constitutionnalité des dispositions de la loi sur la famille qui affirme que le mariage est une union entre une femme et un homme, ni des dispositions de la loi sur les unions homosexuelles. La Cour a donc considéré que le référendum sur la définition du mariage n'est pas un référendum sur le droit au respect de la vie privée et familiale, car celui-ci est constitutionnellement garanti à toutes les personnes, sans distinction de sexe et de genre, et est sous la protection directe tant de la Cour constitutionnelle elle-même et de la Cour européenne des droits de l'homme. En conclusion, la Cour a averti que "l'incorporation d'institutions juridiques dans la Constitution ne devrait pas devenir un phénomène systémique" et que les cas individuels exceptionnels devaient être justifiés par leur lien, par exemple, avec des caractéristiques sociales et culturelles profondément enracinées de la société.

### Avortement
Le 21 février 2017, la Cour constitutionnelle a annoncé qu'elle avait statué par 12 voix contre unequ'elle n'accepterait pas les requêtes déposées par les ONG conservatrices Mouvement croate pour la vie et la famille (en 1991) et Au nom de la Famille (en 2010) pour examiner la conformité de la loi de 1978 sur les mesures sanitaires pour la réalisation du droit de décider librement de l'accouchement avec la Constitution,. Lors de la présentation de la décision, le juge en chef Miroslav Šeparović a déclaré que l'avortement était une question controversée, morale, philosophique, juridique et médicale sur laquelle il n'y avait pas de consensus et qui provoquait donc de graves divisions dans de nombreuses sociétés, ajoutant que la question de savoir quand commence la vie n'était pas du ressort de la Cour puisqu'elle ne peut répondre qu'à des questions juridiques. Selon la décision de la Cour, elle a reconnu la valeur constitutionnellement garantie de l'être à naître et non pas son droit à la vie, mais plutôt l'intérêt public de l'État à le protéger. La Cour a considéré que l'avortement en tant que droit constitutionnel ou humain n'existe pas. Selon la Cour, il existe le droit à la vie privée des femmes, qui comprend le droit à la liberté, à la dignité et à la protection de la vie privée et familiale, qui donne à la femme une autonomie pendant une certaine période (en Croatie 10 semaines après la conception) pendant laquelle la femme peut décider librement si elle souhaite ou non accoucher, mais après cette période, la naissance devient un intérêt public qui protège le droit à la vie de l'enfant à naître. Par cette décision, la Cour a obligé le Parlement croate à adopter une nouvelle loi dans un délai de deux ans et l'a averti de prendre en compte le fait que la loi existante contient certaines institutions qui n'existent plus dans l'ordre constitutionnel croate (puisque la loi est basée sur la Constitution yougoslave de 1974) et que l'adoption de la Constitution croate de 1990 a construit un tout nouvel ordre juridique et institutionnel, concernant le système sanitaire, social, scientifique et éducatif. Une nouvelle loi devrait déterminer les mesures éducatives et préventives « afin que l'avortement soit une exception ». Dans sa seule opinion dissidente, le juge Miroslav Šumanović a déclaré, entre autres choses, que la loi de 1978 devrait être formellement et substantiellement alignée sur la Constitution, abolie avec effet différé, que la nouvelle devrait être promulguée et qu'il est du devoir du l'État pour protéger le droit à la vie de l'être à naître. Cette décision empêche donc le Parlement croate de prendre une loi interdisant l'interruption volontaire de grossesse à l'avenir.

## Composition

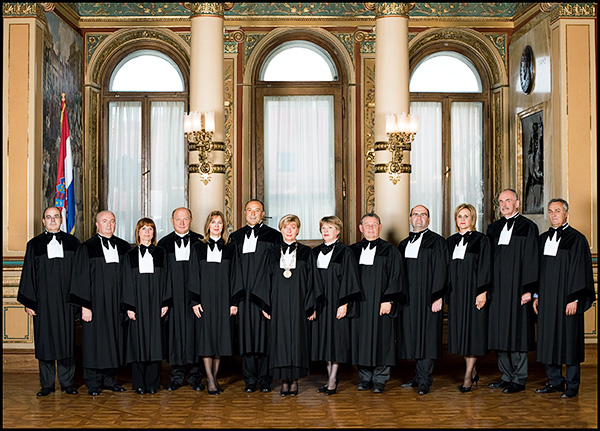
Juges de la Cour constitutionnelle en 2009. De gauche à droite : Mario Jelušić (2008-), Ivan Matija (1999-2016), Snježana Bagić (2007-), Miroslav Šeparović (2009-), Duška Šarin (2008-2016), Aldo Radolović (2007-2016), Jasna Omejec (1999-2016, présidente de la Cour 2008-2016), Nevenka Šernhorst (2002-2011), Mato Arlović (2009-), Antun Palarić (2009-2017), Slavica Banić (2008-2016), Davor Krapac (2007-2016), Marko Babić (2007-2016)

La Cour constitutionnelle est composée de treize juges élus par le Parlement croate à la majorité qualifiée (102 députés sur 151) pour un mandat de huit ans, renouvelable une fois, parmi des juristes éminents, notamment des juges, des procureurs, des avocats et des professeurs des universités en droit. La Cour élit son propre président pour un mandat de quatre ans. Avant d'entrer en fonction, les juges doivent prêter serment devant le président de la République.

### Composition actuelle
Le tableau suivant contient les noms des juges en exercice au 11 octobre 2017, date des dernières nominations.
| En poste depuis | Nom et prénom              | Position       | Fin du mandat   |
| --------------- | -------------------------- | -------------- | --------------- |
| 14 avril 2009   | Miroslav Šeparović         | Président      | 11 octobre 2025 |
| 7 décembre 2007 | Snježana Bagić             | Vice-président | 7 décembre 2023 |
| 7 juin 2016     | Ingrid Antičević-Marinović | Juge           | 7 juin 2024     |
| 21 juillet 2009 | Mato Arlović               | Juge           | 11 octobre 2025 |
| 7 juin 2016     | Branko Brkic               | Juge           | 7 juin 2024     |
| 27 mai 2008     | Mario Jelušić              | Juge           | 27 mai 2024     |
| 7 juin 2016     | Lovorka Kusan              | Juge           | 7 juin 2024     |
| 7 juin 2016     | Josip Leko                 | Juge           | 7 juin 2024     |
| 7 juin 2016     | Davorin Mlakar             | Juge           | 7 juin 2024     |
| 7 juin 2016     | Rajko Mlinarić             | Juge           | 7 juin 2024     |
| 11 octobre 2017 | Goran Selanec              | Juge           | 11 octobre 2025 |
| 7 juin 2016     | Andrej Abramović           | Juge           | 7 juin 2024     |
| 7 juin 2016     | Miroslav Sumanovic         | Juge           | 7 juin 2024     |

### Présidents de la Cour
| N° | Image | Nom et prénom      | Début du mandat | Fin du mandat   | Remarques |
| -- | ----- | ------------------ | --------------- | --------------- | --- |
| 1. |       | Jadranko Crnić     | 7 décembre 1991 | 6 décembre 1999 | *Premier mandat (1991-1995). *Deuxième mandat (1995-1999). *Juge à la Cour Constitutionnelle (1991-1999).                                                           |
| 2. |       | Smiljko Sokol      | 7 décembre 1999 | 6 décembre 2003 | *A servi un mandat complet (1999-2003). *Juge à la Cour Constitutionnelle (1999-2007).                                                                              |
| 3. |       | Petar Klaric       | 7 décembre 2003 | 6 décembre 2007 | *A servi un mandat complet (2003-2007). *Juge à la Cour Constitutionnelle (1999-2007).                                                                              |
| -  |       | Zeljko Potočnjak   | 7 décembre 2007 | 12 juin 2008    | * Président par intérim de la Cour Constitutionnelle *Juge de la Cour Constitutionnelle (2001-2009)                                                                 |
| 4. |       | Jasna Omejec       | 12 juin 2008    | 7 juin 2016     | *Premier mandat (2008-2012). *Deuxième mandat (2012-2016). *Première femme présidente de la Cour constitutionnelle. *Juge de la Cour Constitutionnelle (1999-2016). |
| 5. |       | Miroslav Šeparović | 13 juin 2016    | En fonction     | *Premier mandat de président. *Justice à la Cour Constitutionnelle (depuis 2009).                                                                                   |

### Anciens juges
- Zdravko Bartovčak (1991-1999)
- dr.sc. Vélimir Belajec (1994-2001)
- dr.sc. Nikola Filipovic (1991-1999)
- Marijan Hranjski (1999-2007)
- Ante Jelavić Mitrović (1991-1999)
- Mario Kos (2001-2009)
- mr.sc. Vojislav Kučeković (1991-1999)
- Jurica Malčić (1994-2002)
- mr.sc. Hrvoje Momčinović (1991-1999)
- Ivan Mrkonjić (1999-2007)
- dr.sc. Zeljko Potočnjak (2001-2009)
- Agata Racan (2001-2009)
- Emilija Rajic (1999-2007)
- Ivan Marijan Severinac (1991-1999)
- mr.sc. Nevenka Sernhorst (2002-2011)
- Vice Vukojević (1999-2007)
- Milan Vuković (1991-1992/1995-1997/1999-2007)
- Mladen Zuvela (1991-1999)
- dr. sc. Marko Babic (2007-2016)
- Slavica Banić (2008-2016)
- Académie Davor Krapac (2007-2016)
- Ivan Matija (1999-2007/2007-2016)
- dr. sc. Aldo Radolović (2007-2016)
- dr. sc. Duška Sarin (2008-2016)
- Antun Palaric (2009-2017)[13]

## Sources
- Histoire de la justice constitutionnelle croate
- Sanja Barić, « Le rôle transformateur de la Cour constitutionnelle de la république de Croatie - de l'ex-Yu à l'UE », Analitika - Centre de recherche sociale, Sarajevo, 2016